# گوین میدووز
گوین میدووز (به انگلیسی: Gavin Meadows) (زادهٔ ۸ سپتامبر ۱۹۷۷) شناگر اهل بریتانیا است.